# Echeta grandis
Echeta grandis là một loài bướm đêm thuộc phân họ Arctiinae, họ Erebidae.